# Kirschblütenfront

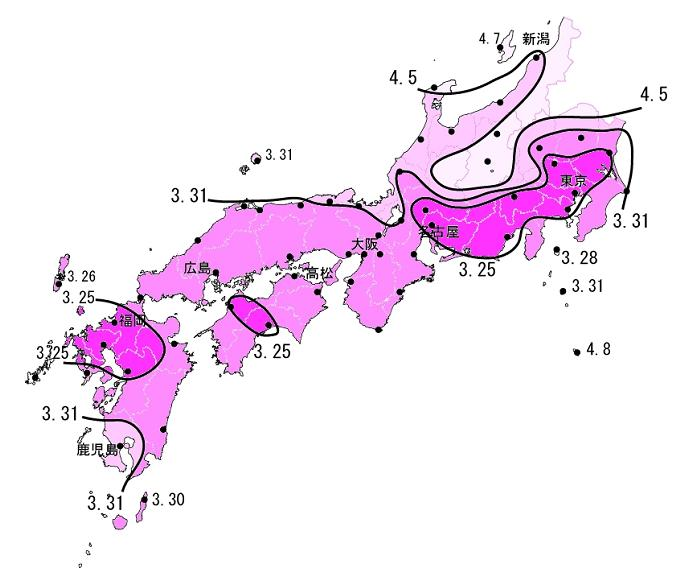
Kirschblütenfront 2007 (entsprechend der jap. Schreibweise wird zuerst der Monat, dann der Tag angegeben)

Kirschblüte in Iwakura

Als Kirschblütenfront (jap. 桜前線, Sakura zensen) wird in Japan die von Südwest nach Nordost durch das Land ziehende Linie bezeichnet, ab der die Kirschbäume in Blüte stehen. Die Kirschblüte ist in Japan jedes Jahr von März bis April ein Medienereignis, beginnend um den 24. März an der Südspitze Kyūshūs. Von dort wandert die Front Richtung Nordosten. Nach etwa einer Woche passiert sie die Kansai-Gegend, Sendai in Tōhoku um den 20. April. Die Saison endet um den 10. Mai herum in Hokkaidō. Während der gesamten Zeit berichten die täglichen Nachrichten vom Grad der Öffnung der Blüten in den verschiedenen Gegenden Japans.
Die Zeit der Kirschblüte ist eine bevorzugte Urlaubs- und Reisesaison in Japan.
Die Kirschblüte ist eines der klassischen Symbole in der japanischen Dichtkunst.
Hanami, das Betrachten der Kirschblüte, ist ein wichtiges soziales Ereignis im Frühling, das im ganzen Land, vor allem auch in städtischen Ballungsgebieten, volksfestartigen Charakter annimmt.
Die Kirsche ist nicht die einzige Blüte, die die japanischen Dichter inspiriert hat, und so wird jedem Monat eine Blüte zugeschrieben. Vor der Kirsche im April blühen die Pflaumenbäume (梅, ume) im Februar und die Pfirsichbäume (桃, momo) im März, und diese Blüten ziehen ebenfalls als „Front“ über Japan.